# 반젤리스의 음반 목록
다음은 반젤리스의 음반 목록이다.

### 솔로
- 1968 Our Love Sleeps on the Waters
- 1970 Sex Power
- 1971 Hypothesis
- 1971 Dragon
- 1972 Fais que Ton Rêve Soit Plus Long que la Nuit
- 1973 L'Apocalypse des Animaux
- 1973 Earth
- 1975 Heaven and Hell
- 1975 Entends-tu les Chiens Aboyer?
- 1976 La Fête Sauvage
- 1976 Albedo 0.39
- 1977 Spiral
- 1978 Beaubourg
- 1978 The Best of Vangelis
- 1978 Opera Sauvage
- 1979 China
- 1980 See You Later
- 1981 Chariots of Fire
- 1983 Antarctica
- 1984 Silent Portraits
- 1984 Soil Festivities
- 1985 Mask
- 1985 Invisible Connections
- 1988 Direct
- 1989 Themes
- 1990 The City
- 1992 1492: Conqest of Paradise
- 1994 Blade Runner
- 1995 Foros Timis Ston Greco
- 1995 Voices
- 1996 Portraits
- 1996 Oceanic
- 1998 El Greco
- 1999 Reprise 1990-1999
- 2001 Mythodea
- 2002 Anthem
- 2003 Odyssey - The Definitive Collection
- 2004 Ithaca
- 2004 Alexander
- 2007 El Greco
- 2007 Blade Runner Trilogy, 25th Anniversary
- 2008 Swiadectwo
- 2016 ROSETTA

### 존 앤 반젤리스
- 1979 짧은 이야기 Short Stories
- 1981 프렌즈 오브 미스터 카이로 Friends of Mr. Cairo
- 1983 프리베이트 컬렉션 Private Collection
- 1984 더 베스트 오브 존 앤 반젤리스 The Best of Jon and Vangelis
- 1991 페이지 오브 라이프 Page of Life

### 이레네 파파스, 반젤리스
- 1978 시 Odes
- 1986 랩소디 Rhapsodies

## 자세한 디스코그래피

### 솔로 앨범
| 제목                                                             | 발매   | 레이블             | 분류            | 특기사항 |
| ---------------------------------------------------------------- | ------ | ------------------ | --------------- | --- |
| Sex Power                                                        | 1970년 | Phillips           | 사운드트랙      | 개인 명의에 의한 최초의 앨범                                                                                     |
| Fais que Ton Rêve Soit Plus Long que la Nuit (Poème Symphonique) | 1972년 | Reprise Records    | 정규            | 1968년 프랑스 5월 혁명의 테마를 위한 작품                                                                        |
| L'Apocalypse des Animaux                                         | 1973년 | Polydor            | 사운드트랙      | 프랑스 TV 프로그램을 위한 음악. F. 로시프 감독 작품                                                              |
| Earth                                                            | 1973년 | Vertigo            | 정규            | 반젤리스 최초의 본격적인 정규 앨범                                                                               |
| Heaven and Hell                                                  | 1975년 | RCA                | 정규            | 일본을 포함한 전 세계적으로 발매되는 RCA 이적 후 제1탄 존 앤더슨이 보컬로 참여                                   |
| Entends-Tu Les Chiens Aboyer?                                    | 1975년 | Polydor            | 사운드트랙      | Francois Reichenbach 감독의 멕시코 영화의 사운드트랙. 해외에서는 영화의 원제를 그대로 제목으로 한 CD도 존재한다. |
| La Fete Sauvage                                                  | 1976년 | Polydor            | 사운드트랙      | '동물의 묵시록'같은 F. 로시프 감독의 작품을 위한 음악                                                            |
| Albedo 0. 39                                                     | 1976년 | RCA                | 정규            | RCA에서의 2번째 작품                                                                                             |
| Spiral                                                           | 1977년 | RCA                | 정규            | RCA에서의 3번째 작품                                                                                             |
| Beaubourg                                                        | 1978년 | RCA                | 정규            | RCA의 마지막 작품. 현대 음악적인 임프로비제이션.                                                                 |
| The Best of Vangelis                                             | 1978년 | RCA                | 컴필레이션 앨범 | RCA 4장 앨범에서 선곡                                                                                            |
| Opera Sauvage                                                    | 1978년 | Polydor            | 사운드트랙      | 존 앤더슨이 하프 참가. F. 로시프 감독 작품                                                                       |
| Hypothesis                                                       | 1978년 | Affinity           | 정규            | 1970년대 초반의 스튜디오 섹션 "공인에 관한 주석"을 참조 할 것                                                    |
| The Dragon                                                       | 1979년 | Charly             | 정규            | 1970년대 초반의 스튜디오 섹션 "공인에 관한 주석"을 참조 할 것                                                    |
| China                                                            | 1979년 | Polydor            | 정규            | Polydor 이적 후 첫 작품.                                                                                         |
| See You Later                                                    | 1980년 | Polydor            | 정규            | 존 앤더슨이 보컬로 참여.                                                                                         |
| Chariots of Fire                                                 | 1981년 | Polydor            | 사운드트랙      | 빌보드전미 1위 작품                                                                                              |
| Antarctica                                                       | 1983년 | Polydor            | 사운드트랙      | 반젤리스 초기의 방화용 음악                                                                                      |
| Soil Festivities                                                 | 1984년 | Polydor            | 정규            | Polydor에서의 3번째 정규 앨범                                                                                    |
| Mask                                                             | 1985년 | Polydor            | 정규            | Polydor에서의 4번째 정규 앨범                                                                                    |
| Invisible Connections                                            | 1985년 | Deauche Grammophon | 정규            | ‘보부르'같은 현대 음악적인 임프로비제이션                                                                        |
| Direct                                                           | 1988년 | Arista             | 정규            | 아리스타 레이블의 유일한 작품                                                                                    |
| Themes                                                           | 1989년 | Polydor            | 컴필레이션 앨범 | 영화 음악의 테마 음악 중심. 앨범 첫 수록곡 있음                                                                  |
| The City                                                         | 1990년 | WEA                | 정규            | 일본어 내레이션이 들어있다                                                                                       |
| 1492: Conquest of Paradise                                       | 1992년 | WEA                | 사운드 트랙     | 동명 영화의 사운드 트랙                                                                                          |
| Blade Runner                                                     | 1994년 | WEA                | 사운드트랙      | 정규 앨범 |
| Φόλος Τιμής στον Γκρέκο A Tribute to El Greco                    | 1995년 | WEA                | 정규            | 3000장 한정반 |
| Voices                                                           | 1995년 | WEA                | 정규            | 여러 가수와 코러스와 합창단이 참여하고 있다.                                                                     |
| Portraits                                                        | 1996년 | Polydor            | 컴필레이션 앨범 | 앨범 첫 수록곡 있음.                                                                                             |
| Oceanic                                                          | 1996년 | WEA                | 정규            | 파도 소리를 자신이 직접 녹음.                                                                                    |
| El Greco                                                         | 1998년 | WEA                | 정규            | 1995년 3000개 한정반. 3곡을 추가. 일반 발매                                                                      |
| Reprise 1990-1999                                                | 1999년 | WEA                | 컴필레이션 앨범 | 앨범 첫 수록곡 있음.                                                                                             |
| The Music of Cosmos                                              | 2000년 | BMG                | 컴필레이션 앨범 | 2장짜리 CD만"Comet 16"첫 수록                                                                                    |
| Mythodea                                                         | 2001년 | 소니 뮤직          | 정규            | 2001 마스 오디세이의 테마 음악                                                                                   |
| Anthem - 2002 FIFA World Cup TM Official Anthem                  | 2002년 | 소니 뮤직          | 정규 (싱글)     | 오케스트라 버전과 신시사이저 버전                                                                                |
| Odyssey - The Definitive Collection                              | 2003년 | 유니버설           | 컴필레이션 앨범 | 반젤리스 자신의 리마스터링. 앨범 첫 수록곡 있음.                                                                 |
| Alexander                                                        | 2004년 | 소니 뮤직          | 사운드트랙      | 영화 '알렉산더'를 위한 음악                                                                                      |
| El Greco                                                         | 2007년 | 유니버설           | 사운드트랙      | 1995년 및 1998년의 엘 그레코(El Greco)와 다른 작품.                                                              |
| Blade Runner Trilogy, 25th Anniversary                           | 2007년 | 유니버설           | 사운드트랙      | 3CD 앨범 |
| Swiadectwo(Testimony)                                            | 2008년 | Agora              | 사운드트랙      | 요한 바오로 2세의 생애를 그린 폴란드 영화의 사운드 트랙 오프닝과 엔딩의 음악 2곡을 반젤리스가 제작.              |

### 공동 앨범
반젤리스는 다수의 아티스트와 공동 작품을 남기고 있다 여기서는 주로 앨범 단위의 작품을 채택했다.

#### Jon & Vangelis (존 앤 반젤리스)
예스의 보컬 존 앤더슨과의 공동 작품. 작사는 존, 작곡, 편곡, 프로듀스는 반젤리스가 담당.
| 제목                                           | 발매   | 레이블  | 분류      | 특기 사항                                                                                        |
| ---------------------------------------------- | ------ | ------- | --------- | ------------------------------------------------------------------------------------------------ |
| 쇼트 스토리 Short Stories                      | 1979년 | Polydor | 공동 작품 | 존 앤더슨과 제1회 협연 작품                                                                      |
| Friends of Mr. 카이로 The Friends of Mr. Cairo | 1981년 | Polydor | 공동 작품 | 존 앤더슨과의 합작 제2작                                                                         |
| 프리베이트 컬렉션 Private Collection           | 1983년 | Polydor | 공동 작품 | 존 앤더슨과의 합작 제3작                                                                         |
| 페이지 오브 라이프 Page of Life                | 1991년 | Arista  | 공동 작품 | 존 앤더슨과의 합작 제4작                                                                         |
| Wisdom Chain                                   | 1984년 | Arista  | 공동 작품 | 이전 앨범 '페이지 오브 라이프'에서 발췌 맥시이지만, 앨범 미수록 곡 "Sing with Your Eyes"를 수록. |
| 페이지 오브 라이프 Page of Life                | 1998년 | OmTown  | 공동 작품 | 이전 앨범과 일부 수록곡과 편곡이 다른 미국 판. 반젤리스의 승낙 없이 발매된 것이다.               |

#### with Irene Papas (이레네 파파스)
그리스의 배우와 가수, 이레네 파파스와 공작 2장의 앨범을 제작. 

그리스 민요를 소재로 정규 작품도 수록. 모두 자신의 뿌리에 둔 대작 

반젤리스는 편곡과 연주, 프로듀스를 담당하고 있다. 

| 제목                   | 발매   | 레이블  | 분류      | 특기 사항  |
| ---------------------- | ------ | ------- | --------- | ---------- |
| Odes                   | 1978년 | Polydor | 공동 작품 | 협연 제1작 |
| Rhapsodies (Rapsodies) | 1986년 | Polydor | 공동 작품 | 협연 제2작 |

#### with Demis Roussos (데미스 루소스)
- Magic (1977)

편곡과 프로듀싱을 담당. 5곡을 작곡 (중 2곡은 앨범 "지구"의 곡을 이용). 아프로디테스 어린이 회원 (루카스 시데라스와 아나기리스 쿠루리스)에도 참여하고 있다.
- Ainsi soit - il (1977)

4곡의 작곡과 편곡, 연주를 담당.
- Demis (1982)

2곡을 1곡 (Race to the End)는"불의 전차"의 보컬 버전.
- Reflection (1984)

표준번호 및 오리지널 넘버의 커버 앨범. 반젤리스가 편곡과 연주, 프로듀스로 전면적으로 지원하고 있다.

#### with Milva (밀바)
- Ich hab'keine Angst (1981)

반젤리스 곡에 독일어 가사를 붙인 것(이탈리아어 버전도 있다).
편곡 및 연주 등은 염려하지 않는다.
- Tra due sogni (1986)

이곳은 이탈리아어 가사를 붙인 것 (독일어 버전도 있다).
편곡 / 연주 / 프로듀스를 담당.

#### with Claudio Baglioni
- E tu (1974)

편곡 및 연주, 프로듀스를 담당.

#### with Mariangela
- Mariangela (1974)

이탈리아 여성 싱어 송 라이터, 마리안젤라의 동명 앨범. 편곡 및 연주, 프로듀스를 담당하고 있으며, Denny Beckermann의 가명으로 4곡을 제공.

#### with Socrates
- Phos (1976)

앨범의 프로듀스를 담당. 1곡 키보드로 참가.

#### with Riccardo Cocciante
- Concerto per Margherita (1976)

앨범의 편곡과 프로듀싱을 담당.

#### with Patty Pravo
- Tanto (1976)

앨범의 편곡과 프로듀싱을 담당.

#### with Neuronium
- In London (1993)

### 싱글
반젤리스는 기본적으로 싱글 히트를 노리는 음악은 아니지만, 그래도 앨범 발표 당시 주요곡이 싱글 커트되어 발매되어 왔다.
여기에서는 앨범에 미수 록 싱글과 특별한 것만을 들어 둔다.
- To The Unknown Man / To The Unknown Man Part 2 (1977)

앨범 '나선'에서의 싱글. B면의"Part 2"미수록.
- The Long March / The Long March Part 2 (1979)

앨범 '차이나'에서 소년 합창을 동반한 B면의"Part 2"미수록.
- My Love / Domestic Logic One (1980)

앨범 '시 유 레이터'를 위해 기록 되었다 미수록 되었다.
- Silent Portraits Part 1 / Part 2 (1984)

이탈리아 사진 작가 'Gian Paolo Barbieri'의 사진집에 첨부된 12 inch 레코드. 일반적으로 시판되지 않았다.
- Conquest Of Paradise / Moxica and the Horse / Line Open / Landscape (1992)

앨범 '1492 콜럼버스'에서. 후 2곡이 미수록.
- Ask The Mountains / Slow Piece (1996)

앨범 '보이시즈'에서. Slow Piece되지 않은 수록.
- Ithaca (2004년)

배우 숀 코넬리의 아내 화가, Micheline Roquebrune Connery의 화집 "A Journey in Colour"에 첨부된 특전 CD. 숀 코넬리의 카바피시 낭독에 반젤리스가 음악을 붙이고 있다 (4분 정도). 

### 다른 연예인에 대한 악곡 제공 및 지원 등
그리스 시대에서 많은 가수와 그룹에 악곡을 제공 해왔다.
앨범의 편곡과 프로듀싱, 키보드 연주를 맡아도.
레코드 회사와 계약 관계에 있는"Denny Beckermann"등의 가명으로 입금하는 경우도 있다.
중요한 것은 다음과 같다. (주의 없는 것은 싱글)
- Maria - Caro Professore / Il mondo lo sa (1966)
- Aleka Kanellidou - The more I see you / Stranger (1967)
- Ricardo Credi - Siga siga / Non et non (1967)
- Zoe Kouroukli - Ciao, amore ciao / Non pensare a me (1967)
- Vilma Lado - Une etoile / Le vent (1967)
- Tammy - It tears me up / Heart of a child (1967)
- Tasso Papastamatis - Days of love (1969)
- Vana Verouti - Ed ora si / Tu c'eri gia (1969)
- Paul Labbey - Mon bel ange blond / Ma romance (1970)
- Raymond Lefevre - Stephanie (1970)
- Melina Mercouri - Si Melina... m'etait contee (1973)

앨범에 4곡 제공
- Helen Banks - Do you know / Hazy day (1973)
- Humanity - Bird of love / The pawn (1973)
- The Yumas - Happiness / Tapata (1973)
- Little Sammy Gaha - J'ai envie de toi / Cuckoo (1974)
- François Wertheimer - Pour un peu mieux que d' habitude / Saturne (1974)
- Dimitri - Pretty One / Rolly Miss Rolly and Sing all you want / The land (1974)
- Richard Anthony - Qui t'a fait ca (1974)
- Chrisma - Amore / Sweet baby Sue (1976)
- Panda - Notturno / Dimenticare (1977)
- Chrisma - Chinese Restaurant (1977)

앨범의 프로듀싱을 담당 (동생 Nico Papathanassiou 명의로 되어 있지만, Vangelis가 참여하고 있는 것 같다)
- Chrisma - U part I / U part II (1977)
- I Nuovi Angeli - Mamma luna / Teresa la vispa (1977)
- Chrisma - Hibernation (1979)

앨범의 프로듀싱을 담당 (이것도 동생 Nico Papathanassiou 명의로 되어 있지만, Vangelis가 참여하고 있는 것 같다)
- Peter Marsh - Don't be foolish / Doesn't matter (1980)
- Stavros Logarides - SE ALLH GH (1980)
- Ronny - Compare me with the rest (1981)
- Vicky Leandros - Adler und Taube (1985)
- Elaine Paige - All Things Considered (1985)
- Suzanne Ciani - The velocity of love (1985)

앨범 중 3곡으로 신시사이저를 연주
- Julian Lloyd Webber - Un apres - midi (1986)
- Maria Farantouri - 17 songs (1990)

앨범 중 3곡을 작곡 / 편곡
- Montserrat Caballe - Friends for life (1998)

앨범 중 2곡을 작곡
- Michael Hoppé - Solace (2003)

앨범 중 1곡을 작곡 / 연주

### 별명으로 활동
어떤 이유에서인지는 알 수 없지만, Alpha Beta, Humanity, Odyssey, Mama O. 같은 이름으로 싱글을 발표하고 있다.
레코드 회사와의 계약 문제와 Vangelis의 이름을 알린다는 불안감이 락 음악과 디스코 곡 같은 장르에서까지 사용되고 있던 것 같다.
현재 확인할 수 있는 것은 다음과 같다.
- Alpha Beta - Astral Abuse / Who Killed? (1971)
- Humanity - Bird of Love / The Pawn (1973)
- Odyssey - Who / Sad Face (1974)
- Mama O. - Red Square / When the Cat's Away (1978)

### 승인에 관한 주석
1978년 / 1979년에 반젤리스 명의로 2장의 앨범 ' Hypothesis'(1978년 5월 * 영어 Affinity 레이블)/'The Dragon'(1979년 2월 * 영국 Charly 레이블)이 발매되고 있는 이것은 1971년 (전자 5월, 후자 6월) 열린 스튜디오세션을 수록한 것으로, 조르지오 고멜스키(Giorgio Gomelsky)가 프로듀서로 신용된다.
그러나 이 앨범은 반젤리스의 의사와 무관하게 발매되는 것으로 되어 있으며 2003년에 발매됐던'오디세이'의 일본 내 음반 라이너에 게재된 디스코그래피도 그 존재는 설명되지 않는다. 그러나 두 반 모두 1988년에 발매되는 CD'디렉트'의 일본 내 음반 라이너에'The Dragon'에 관하여 1980년 7월에 발매되는 LP '동물의 묵시록'의 일본 내 음반 라이너도 각각 기술되어 있으므로, 주석에 게재했다.

## 미발표 작품
반젤리스는 미발표 작품이 많다. 주로 영화와 TV 프로그램을 위해 쓴 것으로, 영화나 TV 프로그램과 분리하여 발매하는 것을 원하지 않기 때문이라고 생각된다.
※일부곡이 컴필레이션 음반 등에 수록 되는 경우도 있다.

### 영화 음악
- Theodor and the Gun (1962)

FORMINX로 음악을 담당. 밴드로 출연도.
- My brother the traffic policeman (1963)

저두요.
- 5000 Lies (1966)

반젤리스 명의로 맡은 첫 작품.
- Frenzy (1968)
- Apollo Goes on Holiday (1968)

이상 5개 작품은 그리스 시대의 작품.
- Salut Jerusalem (Henry Chapier 감독, 1973년)
- Amore (동, 1973년)
- Ace Up My Sleeve (Ivan Passer 감독 다른 제목 : Crime and Passion,일본 타이틀"결혼 사기꾼은 죽이지 않는다.", 1975년)

오마 샤리프, 캐런 블랙 주연의 B 급 범죄 영화. Crime and Passion 이름의 미국 버전은 음악이 다른 사람의 것으로 교체되고 있다.
- 미싱 (Missing, 코스타 가부라스 감독, 1982년)

메인 테마는'더 베리 베스트 오브 반젤리스','오디세이'등수록.
- 바운티 / 사랑과 반란의 항해 (The Bounty, 로저 도널드슨 감독, 1984년)

오프닝은'더 베리 베스트 오브 반젤리스','오디세이'등수록.
마무리 (단, 다시 연주)는'더 베리 베스트 오브 반젤리스'에 수록.
- 프란체스코 (Francesco, 릴리아나 카바니 감독, 1989년)
- 플라그 (The Plague, Luis Penzo 감독, 1992년)

테마곡은'리프라이즈 1990-1999'에 수록.
- 빨간 항로 (Bitter Moon, 로만 폴란스키 감독, 1992년)

테마곡은'리프라이즈 1990-1999'에 수록.
- Kavafis (Cavafy, Yannis Smaragdis 감독, 1995년)

메인 테마는'오디세이'에 수록.

### TV 다큐멘터리
- Georges Mathieu ou la fureur d' être (프레데릭 로시프 감독 작품, 1971년)

프랑스의 화가 조르주 마티유의 다큐멘터리.
반젤리스 자신도 출연, 마티유 회화 제작에 맞추어 즉흥 연주를 듣게 한다.
- Au pays des visages (동, 1972년)

초상 사진을 소재로 한 다큐멘터리.
- Georges Braque ou le temp different (동, 1974년)

프랑스의 화가 조르주 블랙 다큐멘터리.
- Pablo Picasso Peintre (동,일본 타이틀"피카소의 20세기", 1981년)

피카소의 다큐멘터리.
- Sauvage et Beau (동,일본 타이틀"오페라 소바주와 아름다움", 1984년)

오페라 소바주 동물에 관한 다큐멘터리.
- Splendeur Sauvage (동, 1986년)

저두요
- COSMOS a special edition (일본 타이틀"코스모스 스페셜", 1986년)

칼세이건 제작 우주 과학 프로그램.
- Pasteur le Siècle (프레데릭 로시프 감독 작품, 1987년)

프랑스 국립세균 연구소"파스퇴르 연구소"에 관한 다큐멘터리.
- Morandi (프레데릭 로시프 감독 작품, 1989년)

이탈리아의 화가 조르지오 Morandi의 다큐멘터리.
- Les animaux de Frederic Rossif (프레데릭 로시프 감독 작품, 1989년)

오페라 소바주 동물에 관한 다큐멘터리. 기존 작품 다이제스트.
- Beaute Sauvage (프레데릭 로시프 감독 작품, 1989년)

오페라 소바주 동물에 관한 다큐멘터리.
- De Nuremberg a Nuremberg (프레데릭 로시프 감독 작품, 1989년)

나치 독일의 성립에서 붕괴까지를 추적했다 다큐멘터리 마지막 공동 작품.
- Jacques Cousteau (1991년)

해양 탐험가 쿠스토의 다큐멘터리.

### 무대
- RB Sque(Arabesque, 발레 1983년)
- Elektra(연극 1983년)
- Frankenstein, a Modern Prometheus(발레 1985년)
- Beauty and the Beast(발레 1986년)
- Rosenkrantz and Guildenstern are Dead(연극 1989년)
- Ifigeneia(연극 1991년)
- Sous haute surveillance(연극 1992년)
- Medea(연극 1992년)
- Empress Theodora(연극 1994년)
- Las Troyanas(연극 2001년)
- A Vihar -The Tempest-(연극 2002년)
- Le Troiane ed Ecuba(연극 2003년)
- Antigone(연극 2005년)

### 이벤트 관련 사항
- 아테네 올림픽 유치 운동의 애니메이션 음악(1990)

### 라이브 콘서트
반젤리스의 라이브 콘서트는 적지만, 그래도 90년 대 초반까지 유럽을 중심으로 거의 매년 1회 페이스로 개최하고 있다. 그 후에는 유명한곡을 잘 연주한다. 70년 대 콘서트는 대부분이 즉흥 연주였던 것 같다.
- 1973 London, UK (Queen Elisabeth Hall) May 27
- 1974 Paris, France (Olympia) February 25
- 1976 London, UK (Royal Albert Hall) February 11
- 1978 Paris, France (Pavillon de Paris) June 19
- 1979 London, UK (Drury Lane Theatre) April 28
- 1979 Brussels, Belgium (Cirque Royale) May 17 : 오케스트라와 협연
- 1980 London, UK (Royal Festival Hall) April 12
- 1980 Sophia Antipolis, France August 17
- 1986 Los Angeles, USA (Royal Hall UCLA) November 7
- 1987 Athens, Greece (Herod Atticus Theatre) September 25 and 27
- 1988 Athens, Greece, "Olympic Flame Ceremony"(Panathinaiko stadium) August 25 : 올림픽 성화 봉송 출발식
- 1989 Rome, Italy (Terme di Caracalla) July 17
- 1990 Athens, Greece, "Song for Athens"(Olympic Stadium) September 25 : 아테네 올림픽 유치 이벤트
- 1991 Rotterdam, The Netherlands "Eureka Concert"June 18
- 1991 Athens, Greece "Night of Poetry / Antigone"(Herod Atticus Theatre) October 3
- 1993 Athens, Greece "Elpida : Mythodia "(Herod Atticus Theatre) July 13
- 1997 Athens, Greece "Openings ceremony World championship Athletics"(Olympic Stadium) August 1 : 세계 육상 아테네 대회 개회식
- 2001 Athens, Greece "Mythodea"(Olympieion Temple of Zeus) June 28